# Elecciones generales de San Martín de 1971
Elecciones generales tuvieron lugar en Sint Maarten el 7 de mayo de 1971. El resultado fue una victoria para el Partido Democrático, el cual obtuvo cuatro de los cinco escaños el Consejo de la Isla.

## Resultados
| Partido                                       | Votos | %     | Escaños | +/–   |
| --------------------------------------------- | ----- | ----- | ------- | ----- |
| Partido Democrático                           | 1 234 | 59,44 | 4       | -1    |
| Movimiento Popular de las Islas de Barlovento | 552   | 26,59 | 1       | Nuevo |
| Movimiento Popular Progresivo                 | 290   | 13,97 | 0       | Nuevo |
| Votos en blanco/nulos                         |       | –     | –       | –     |
| Total                                         | 2 076 | 100   | 5       | –     |
| Electores registrados/participación           |       |       | –       | –     |
| Fuente: Lynch & Lynch                         |       |       |         |       |